# Domani è un altro giorno (film 2019)
Domani è un altro giorno è un film del 2019 diretto da Simone Spada, con Marco Giallini e Valerio Mastandrea.
La pellicola è il remake del film spagnolo Truman - Un vero amico è per sempre (2015).

## Trama
Dal Canada, dove lavora come docente di robotica, Tommaso, uomo pacato e taciturno, torna a Roma per incontrare il suo amico Giuliano, di professione attore, esuberante e donnaiolo, che malato di cancro, ha deciso, dopo un anno, di sospendere la chemioterapia e arrendersi all'inevitabile. I due sono amici da oltre trent'anni e ora la loro amicizia deve affrontare la prova più  difficile: trascorrere quattro giorni insieme con lo scopo di salutarsi per sempre. Quando Tommaso arriva a Roma e incontra l'amico, basta un attimo per ritrovare la complicità, la capacità di scherzare su tante cose, il gusto di stare assieme. Giuliano è sempre vulcanico, pronto a organizzare qualcosa: pranzi, spettacoli, scherzi. Improvvisa anche un viaggio in giornata a Barcellona per salutare il figlio che studia in quella città. Il tutto sempre con allegria e determinazione, solo di rado Giuliano viene preso dalla tristezza, mentre Tommaso, per tutto il tempo, resta accanto all'amico, parlando poco, come sua caratteristica, ma semplicemente essendoci. Ci sono alcune questioni e situazioni da risolvere, prima tra tutte quella di trovare una nuova famiglia a Pato, il bovaro del bernese che per Giuliano è come un figlio, anzi, il secondo figlio. Trascorsi i fatidici giorni, Giuliano accompagna l'amico all'aeroporto. Poche parole, sguardi significativi e una sorpresa: a Tommaso viene affidato il cane Pato, che ha già pronti i documenti per poter arrivare in Canada.

## Produzione
Le riprese del film sono iniziate il 10 settembre 2018. Il film è stato girato in sette settimane e in due città: Roma e Barcellona.

## Distribuzione
La pellicola è uscita nelle sale cinematografiche italiane il 28 febbraio 2019.

## Accoglienza

### Incassi
In Italia al Box Office ha incassato nelle prime 8 settimane di programmazione 1,8 milioni di euro e 706.000 euro nel primo weekend.

## Colonna sonora
Il tema principale della colonna sonora è Domani è un altro giorno, brano portato al successo da Ornella Vanoni, reinterpretato per l'occasione da Noemi.

## Riconoscimenti
- 2019 - Busto Arsizio Film Festival
  - Miglior attrice non protagonista per Anna Ferzetti[6]
- 2020 - David di Donatello
  - Candidatura come migliore attrice non protagonista per Anna Ferzetti[7]